# Partie polityczne Chile
Partie polityczne Chile – ugrupowania polityczne funkcjonujące w chilijskim systemie wielopartyjnym.

## Główne partie chilijskiej sceny politycznej[1]
- Niezależna Unia Demokratyczna (hiszp. Unión Demócrata Independiente, UDI) – prawicowa
- Chrześcijańsko-Demokratyczna Partia Chile (hiszp. Partido Demócrata Cristiano) – centrowa
- Odnowa Narodowa (hiszp. Renovación Nacional) – centro-prawicowa
- Partia dla Demokracji (hiszp. Partido Por la Democracia', PPD) – centro-lewicowa
- Socjalistyczna Partia Chile (hiszp. Partido Socialista de Chile, PSCh) – lewicowa
- Socjaldemokratyczna Partia Radykalna (hiszp. Partido Radical Socialdemócrata) – centro-lewicowa
- Komunistyczna Partia Chile (hiszp. Partido Comunista de Chile) – skrajnie lewicowa
- Regionalna Partia Niezależnych (hiszp. Partido Regionalista de los Independientes) – centrowa
- Partia Postępu (Chile) (hiszp. Partido Progresista) – centro-lewicowa
- Partia Humanistyczna (Chile) (hiszp. Partido Humanista) – lewicowa

## Koalicje
- Sojusz dla Chile (hiszp. Alianza por Chile) – prawicowa koalicja sprawująca aktualnie rządy, w której skład wchodzą Niezależna Unia Demokratyczna i Odnowa Narodowa.
- Koalicja Partii na rzecz Demokracji (hiszp. Concertación de Partidos por la Democracia) – centrolewicowy sojusz chilijskich partii politycznych. W jego skład wchodzą obecnie następujące partie: Chrześcijańsko-Demokratyczna Partia Chile, Partia dla Demokracji, Socjalistyczna Partia Chile oraz Socjaldemokratyczna Partia Radykalna.
- Juntos Podemos Más – lewicowy sojusz, w którego skład wchodzą Partia Humanistyczna, Komunistyczna Partia Chile i kilka mniejszych lewicowych organizacji.